# Траут-Лейк (Вашингтон)
Траут-Лейк (англ. Trout Lake) — переписна місцевість (CDP) в США, в окрузі Клікітат штату Вашингтон. Населення — 672 особи (2020).

## Географія
Траут-Лейк розташований за координатами 45°59′53″ пн. ш. 121°31′49″ зх. д. / 45.99806° пн. ш. 121.53028° зх. д. (45.998084, -121.530148).  За даними Бюро перепису населення США в 2010 році переписна місцевість мала площу 18,08 км², з яких 17,97 км² — суходіл та 0,11 км² — водойми.

### Клімат
| Клімат : Траут-Лейк     | Клімат : Траут-Лейк | Клімат : Траут-Лейк | Клімат : Траут-Лейк | Клімат : Траут-Лейк | Клімат : Траут-Лейк | Клімат : Траут-Лейк | Клімат : Траут-Лейк | Клімат : Траут-Лейк | Клімат : Траут-Лейк | Клімат : Траут-Лейк | Клімат : Траут-Лейк | Клімат : Траут-Лейк | Клімат : Траут-Лейк |
| Показник                | Січ.                | Лют.                | Бер.                | Квіт.               | Трав.               | Черв.               | Лип.                | Серп.               | Вер.                | Жовт.               | Лист.               | Груд.               | Рік                 |
| Абсолютний максимум, °C | 13,9                | 16,7                | 23,3                | 28,9                | 36,1                | 37,8                | 38,9                | 42,2                | 36,7                | 31,7                | 21,1                | 15,6                | 42,2                |
| Середній максимум, °C   | 3,3                 | 6,1                 | 10,0                | 15,0                | 19,4                | 23,3                | 28,3                | 28,3                | 23,9                | 15,6                | 7,2                 | 2,2                 | 15,3                |
| Середній мінімум, °C    | −3,9                | −3,3                | −1,7                | 0,6                 | 3,9                 | 6,7                 | 9,4                 | 8,9                 | 5,0                 | 1,1                 | −1,1                | −4,4                | 1,8                 |
| Абсолютний мінімум, °C  | −31,1               | −31,1               | −21,7               | −9,4                | −6,7                | −2,2                | −2,2                | −2,2                | −11,7               | −16,7               | −25,6               | −28,9               | −31,1               |
| Норма опадів, мм        | 187                 | 135                 | 140                 | 62                  | 42                  | 32                  | 11                  | 17                  | 28                  | 99                  | 198                 | 219                 | 1170                |
| ----------------------- | ------------------- | ------------------- | ------------------- | ------------------- | ------------------- | ------------------- | ------------------- | ------------------- | ------------------- | ------------------- | ------------------- | ------------------- | ------------------- |
| Джерело:                |                     |                     |                     |                     |                     |                     |                     |                     |                     |                     |                     |                     |                     |

## Демографія
Згідно з переписом 2010 року, у переписній місцевості мешкало 557 осіб у 224 домогосподарствах у складі 171 родини. Густота населення становила 31 особа/км².  Було 311 помешкання (17/км²).
Расовий склад населення:
| - 92,6 % — білих - 0,9 % — корінних американців - 0,7 % — азіатів - 0,2 % — чорних або афроамериканців - 2,5 % — осіб інших рас |

До двох чи більше рас належало 3,1 %. Частка іспаномовних становила 5,2 % від усіх жителів.
За віковим діапазоном населення розподілялося таким чином: 23,3 % — особи молодші 18 років, 61,4 % — особи у віці 18—64 років, 15,3 % — особи у віці 65 років та старші. Медіана віку мешканця становила 44,8 року. На 100 осіб жіночої статі у переписній місцевості припадало 107,1 чоловіків;  на 100 жінок у віці від 18 років та старших — 103,3 чоловіків також старших 18 років.
Середній дохід на одне домашнє господарство  становив 75 363 долари США (медіана — 57 115), а середній дохід на одну сім'ю — 83 526 доларів (медіана — 61 944). Медіана доходів становила 61 518 доларів для чоловіків та 50 313 долари для жінок. За межею бідності перебувало 18,8 % осіб, у тому числі 33,3 % дітей у віці до 18 років та 1,3 % осіб у віці 65 років та старших.
Цивільне працевлаштоване населення становило 211 осіб. Основні галузі зайнятості: освіта, охорона здоров'я та соціальна допомога — 34,6 %, виробництво — 16,1 %, сільське господарство, лісництво, риболовля — 15,2 %.